# Rosemary's Babies
I Rosemary's Babies sono stati un gruppo hardcore punk statunitense formato a Lodi, New Jersey, nel 1980.

## Storia
Il gruppo è stato attivo fino al 1983 ed ha prodotto un EP, Blood Lust, pubblicato dalla loro Ghastly Records. Un CD del 2004 CD, Talking to The Dead, include le tracce dell'EP, nuove canzoni, tracce dal vivo registrate al CBGB di New York il 15 maggio 1983.
Le influenze musicali del gruppo vengono dai Misfits, nonché da gruppi di Washington come Minor Threat, Bad Brains e State of Alert (con il cantante Henry Rollins). Altre influenze stilistiche sono ravvisabili nei film Arancia meccanica ed Io, Caligola.
I Rosemary's Babies sono stati molto attivi nella scena musicale punk New Jersey e New York hardcore dell'inizio degli anni ottanta, e tutti i componenti hanno continuato a lavorare nell'industria musicale dopo lo scioglimento della band. In particolare, Eerie Von iniziò a lavorare con Glenn Danzig, prima nei Samhain e successivamente, con l'aggiunta del chitarrista John Christ (John Knoll) e del batterista Chuck Biscuits (Charles Montgomery), nei Danzig.

## Discografia
- 1983 - Blood Lust EP 7" (Ghastly Records)
- 2004 - Talking to the Dead

## Componenti
- J.R. - voce
- Post Mortem (Robert Montena) - basso - successivamente nei I'm Afraid
- CA Richie (Craig Richardson) - chitarra - componente dei When I Was Dead
- Eerie Von (Eric Stellman) - batteria - successivamente nei Samhain e Danzig

### Recensioni ed interviste
- Misfits Central, su misfitscentral.com.
- indieworkshop.com (archiviato dall'url originale il 21 ottobre 2006).
- Ghastly Records/Reviews, su ghastlyrecords.com.